# (523683) 2014 CP23
(523683) 2014 CP23 est un objet transneptunien du disque des objets épars, ayant un diamètre estimé à environ 276 km.